# Steindachnerina varii
Steindachnerina varii är en fiskart som beskrevs av Géry, Planquette och Le Bail, 1991. Steindachnerina varii ingår i släktet Steindachnerina och familjen Curimatidae. Inga underarter finns listade i Catalogue of Life.